# L'Empreinte du passé (téléfilm)
L'Empreinte du passé (While the Children Sleep ou The Sitter) est un téléfilm américain réalisé par Russell Mulcahy et diffusé le 16 septembre 2007 sur Lifetime.

## Synopsis
Abby Reed, baby-sitter à temps plein de la famille Eastman, chez qui elle réside, planifie de prendre la place de la mère, au moyen du meurtre et du mensonge.

## Fiche technique
- Titre diffusion télé : While the Children Sleep
- Titre original (DVD) : The Sitter
- Réalisation : Russell Mulcahy
- Scénario : Stephen Niver
- Photographie : Maximo Munzi
- Musique : Elia Cmiral
- Pays : États-Unis
- Durée : 90 minutes

## Distribution
- Mariana Klaveno (VF : Marie-Eugénie Maréchal) : Abby Reed / Linda Reynolds
- Gail O'Grady : Meghan Eastman
- William R. Moses : Carter Eastman
- Tristan Lake Leabu : Maxwell « Max » Eastman
- Madison Davenport : Casey Eastman
- Stacy Haiduk : Shawna Pierson
- Jill Jaress : Elizabeth Reynolds
- Joanne Baron (en) : Melissa « Mel » Olsen
- Kristi Clainos : Tina Douglas
- Thomas Curtis : Tom Olson
- Monique Daniels : Laura Berry
- Kim Delgado : Détective Jordan
- Alan Blumenfeld (en) : Del Olson